# Lobelia rhombifolia
Lobelia rhombifolia är en klockväxtart som beskrevs av De Vriese. Lobelia rhombifolia ingår i släktet lobelior, och familjen klockväxter. Inga underarter finns listade i Catalogue of Life.